# Dryopteris mediterranea
Dryopteris mediterranea là một loài dương xỉ trong họ Dryopteridaceae. Loài này được Fomin in Komar. mô tả khoa học đầu tiên năm 1934.
Danh pháp khoa học của loài này chưa được làm sáng tỏ. 